# Vrétsia
Vrétsia (grec moderne : Βρέτσια) est un village abandonné de Chypre. À la suite de l'invasion turque de Chypre en 1974, les habitants chypriotes-turcs du village ont abandonné leurs propriétés et se sont déplacés vers le nord de l'île.